# Gnophos amanensis
Gnophos amanensis är en fjärilsart som beskrevs av Eugen Wehrli 1934. Gnophos amanensis ingår i släktet Gnophos och familjen mätare. Inga underarter finns listade i Catalogue of Life.